# Oskar Buur
Oskar Buur Rasmussen (Skanderborg, 31 maart 1998) is een Deens voetballer die als verdediger speelt voor Lyngby BK. Buur speelde tussen 2022 en 2024 in Nederland voor FC Volendam.

## Jeugd
Buur begon op 4-jarige leeftijd met voetballen, omdat zijn grote broer dat ook deed. De eerste club waar hij voor speelde was FC Skanderborg, daarna kwam hij uit voor Aarhus GF als U14-speler.

## Clubcarrière

### Aarhus GF
Op 16-jarige leeftijd promoveerde Buur naar de U19 van Aarhus GF.
Kort daarna begon hij te trainen bij het eerste elftal, vanwege de vele blessures in de ploeg.
Buur won de Martin Jørgensens Talent Prize 2014, uitgereikt door voormalig voetballer Martin Jørgensen.
Op 25 februari 2015 tekende Buur een nieuw contract bij Aarhus GF. Na het spelen van verschillende vriendschappelijke wedstrijden werd hij definitief overgeheveld naar het eerste elftal.
Op 15 maart 2015 maakte Buur op slechts 16-jarige leeftijd zijn officiële debuut voor Aarhus GF. In de Deense 1. division-wedstrijd tegen Akademisk BK speelde hij de hele wedstrijd.
Hij werd de zesde jongste speler die debuteerde in de Deense Superligaen.
Buur verlengde zijn contract bij Aarhus GF niet en vertrok na slechts tien competitiewedstrijden voor de club in de zomer van 2017.

### Braband IF
Na zijn vertrek bij Aarhus GF tekende Buur op 22 juli 2017 voor Brabrand IF in de Deense 1. division.

### Wolverhampton Wanderers
Na een proefperiode tekende Buur op 24 augustus 2017 voor de toenmalige Engelse Engelse Championship kampioenschapsclub Wolverhampton Wanderers een contract van twee jaar. Hij maakte zijn debuut thuis tegen Bristol Rovers op 19 september in de League Cup. Buur speelde de eerste 90 minuten, en werd gewisseld voordat er over werd gegaan op de verlenging.
Na 90 minuten was de stand 0-0. De Wolves wonnen na verlenging met 1-0.
Buur maakte zijn competitiedebuut voor Wolverhampton en scoorde zijn eerste professionele doelpunt, nadat hij op 3 april 2018 als invaller binnen de lijnen was gekomen in het 2-2 gelijkspel tegen Hull City. Met Wolverhampton Wanderers promoveerde hij dat seizoen naar de Premier League.
Op 12 december 2019 maakte Buur zijn eerste optreden in de Groepsfase van de Uefa Europa League, in de wedstrijd tegen Beşiktaş in het Molineux Stadium.
Hij leverde de assist voor Diogo Jota's hattrickdoelpunt. Buur maakte zijn Premier League-debuut op 14 september 2020, hij kwam als vervanger in de tweede helft in het veld in het met 2-0 gewonnen uitduel tegen tegen Sheffield United.
In 2021 werd Buur een half jaar verhuurd aan het Zwitserse Grasshoppers, waarvoor hij elf wedstrijden speelde. Buur had bij Wolverhampton Wanderers een contract tot de zomer van 2023, maar kwam een contractontbinding overeen met zijn werkgever. Hierdoor kon de verdediger transfervrij vertrekken.

### FC Volendam
Op 8 februari 2022 maakte FC Volendam bekend zijn selectie versterkt te hebben met Buur. Hij tekende een contract voor 2,5 jaar bij de club, met een optie voor de club voor nog één seizoen. Hij kwam het restant van het seizoen tweemaal in actie voor FC Volendam, dat met een tweede plaats promotie naar de Eredivisie wist te bewerkstelligen. Het volgende seizoen kwam hij tot zestien optredens in de Eredivisie. Op 17 maart 2023 scoorde Buur in een wedstrijd tegen Fortuna Sittard (2-1 winst) zijn eerste doelpunt voor FC Volendam. Buur stond vanaf maart wekelijks in de basis bij de club, maar miste door blessureleed het slot van het seizoen. Hierin wist Volendam zich te handhaven op het hoogste niveau. Aan het einde van het seizoen 2023/24 werd Buur zijn aflopende contract door FC Volendam niet verlengt.

### Lyngby BK
Op 23 januari 2025 werd bevestigd dat Buur, na een succesvolle proefperiode, bij de Deense Superliga-club Lyngby Boldklub aan de slag ging, waar hij een  een contract tekende dat liep tot juni 2026.